# Аун Сан Су Чжі
Аун Сан Су Чжі (бірм. အောင်ဆန်းစုကြည် МФА: [àʊɰ̃ sʰáɰ̃ sṵ tɕì]; нар. 19 червня 1945, Рангун, Британська Бірма) — бірманська політична діячка, дипломатка, письменниця, лауреатка Нобелівської премії миру 1991 року. Дочка Аун Сана, лідера боротьби за незалежність та національного героя М'янми. З 2016 по 2021 рік обіймала посаду Державного радника М'янми (еквівалент прем'єр-міністра).
Аун Сан Су Чжі здобула популярність під час повстання 8888 8 серпня 1988 року. Того ж року, вона стала співзасновницею Національної ліги за демократію (НЛД), незмінною лідеркою якої залишається дотепер. За свою опозиційну діяльність, була затримана перед виборами 1990 року. Попри це, НЛД отримала 81 % місць у парламенті, але результати були анульовані, оскільки військова хунта відмовилася визнати результати і продовжила правити країною, а загальний термін перебування Аун Сан Су Чжі під домашнім арештом сягнув майже 15 років. Після звільнення з ув'язнення у листопаді 2010 року, була депутаткою у нижній палаті парламенту.
Знову здобувши перемогу на загальних виборах 2015 року, обіймала чотири міністерські посади у новому уряді. У квітні 2016 року заступила на новостворену персонально для неї посаду Державного радника М'янми, що фактично зробило її очільницею країни. Невдоволені курсом справ у країні та черговою поразкою на виборах 2020 року, збройні сили на початку 2021 року здійснили у М'янмі військовий переворот, за результатами якого Аун Сан Су Чжі заарештована та усунута з посади. Після численних судових процесів, її остаточним вироком було 33 роки ув'язнення, пізніше зменшено до 27 років. ООН, більшість європейських країн та США засудили та вироки як політично мотивовані.

## Ім'я
Аун Сан Су Чжі має типове бірманське ім'я періоду першої половини ХХ століття, що складається лише з односкладних частин і не містить патроніму чи матроніму. Воно є похідним від трьох родичів: «Аун Сан» від її батька, «Су» від її бабусі по батьківській лінії та «Чжі» від її мати Кін Чжі. У перекладі воно означає «яскрава колекція дивних перемог».
Часом скорочено згадується як Су Чжі. На батьківщині та у політичному середовищі загалом, її прийнято називати До Аун Сан Су Чжі. У бірманській мові «До» є гоноративом для будь-якої одруженої дорослої жінки, подібне українському слову «пані». Прихильники Аун Сан Су Чжі іноді звертаються до неї як До Су («Пані Су») або Амай Су («Мати Су»). В англомовному середовищі відома за акронімом «ASSK».

## Ранні роки і освіта
Народилася 19 червня 1945 року в місті Рангун (нині Янгон), який на той час був столицею Британської Бірми. Дочка першого лідера незалежної Бірми (тепер М'янма) та національного героя Аун Сана, вбитого 1947 року.
Подальше навчання Аун Сан Су Чжі відбувалося під патронатом Пола Гор-Бута, посол Великої Британії у М'янмі (1953—1956). З 1960 року він обіймав посаду верховного комісару у Індії, і майже одночасно з цим 15-ти річна Аун Сан Су Чжі та її мати також перебралися до Делі. Кін Чжі була призначена послом Бірми в Індії і Непалі, ставши першої жінкою, яка очолила бірманську дипломатичну місію. Аун Сан Су Чжі спочатку навчалася в школі монастиря Ісуса і Марії, а 1964 року закінчила жіночий коледж Леді Шрі Рам Делійського університету, отримавши політичну спеціальність.

## Політична кар'єра
У 1988 році повернулась до Бірми. І у вересні того ж року стала одною з лідерів опозиційної Національної ліги за демократію (НЛД). На перших вільних багатопартійних виборах у країні в травні 1990 НЛД здобула понад 80 % мандатів парламенту М'янми, одначе панівний режим військової хунти зігнорував результати виборів. І Аун Сан Су Чжі опинилася під домашнім арештом, де пробула до 1995 року. Хунта ще двічі переводила її під домашній арешт — у 2000—2002 і з травня 2003 до 2010 року). Лише після проведення в країні перших за 20 років парламентських виборів 2010 року її випущено з-під варти.
У жовтні 1991 року їй присуджено Нобелівську премію миру, проте виїхати з країни й отримати нагороду влада країни їй не дозволила.

### Звільнення з ув'язнення та вибори 2010 року
Аун Сан Су Чжі була звільнена з-під домашнього арешту 13 листопада 2010 року. Цей день був визначений судом у серпні 2009 року. За шість днів до цього, у країні розпочалися перші за останні 20 років вибори, які були широко засуджені як фальсифікація, спрямована на зміцнення влади війькової хунти.

### Довибори 2012 року
У грудні 2011 року з'явилася інформація, що Аун Сан Су Чжі розглядає можливість балотуватися на найближчих довиборах. Це офіційно підтвердилося 18 січня 2012 року, коли вона була зареєструвана як кандидатка на посаду депутата в Палату представників (нижня палата) парламенту М'янми від волості Кавму. Передвиборчий тур був розпочатий 29 січня 2012 року. Опонентом на виборах був представник від правлячої Союзної партії солідарності та розвитку Со Мін, військовий лікарь у відставці та уродженець волості Тванте.

## Нагороди
Протягом свого життя Аун Сан Су Чжі отримала численні відзнаки та нагороди, в тому числі Нобелівську премію миру, премію імені Сахарова та Президентську медаль Свободи. Однак, починаючи з 2016 року, багато з них було відкликано або призупинено через її позицію щодо геноциду рохінджа.

### Наявні
- Нобелівська премія миру (1991)[13]
- Президентська медаль Свободи (2000)
- Премія Улофа Пальме (2005)[14]
- Золота медаль Конгресу (2008)[15]
- Премія Chatham House (2011)[16]

### Відкликані
- Премія імені Сахарова (1990), за рішенням Конференції президентів Європейського парламенту[en] у вересні 2020 року була формально виключена з усіх видів діяльності Спільноти лауреатів премії, але не позбавлена самої нагороди[17].
- Почесне громадянство Канади[en] (2007), відкликано 2018 року одностайним голосуванням двома палатами парламенту Канади. Вона є першою особою, позбавленою цього статусу[18].

## У масовій культурі
У фільмі Джона Бурмена «Beyond Rangoon» 1995 року роль Аун Сан Су Чжі зіграла Адель Лутц.
Життя Аун Сан Су Чжі та її чоловіка зображено у фільмі Люка Бессона «Леді» 2011 року, в якому їх грають Мішель Єо та Девід Тьюліс. Перед виходом фільму, Єо і Бессон зустрічалася з Аун Сан Су Чжі у Янгоні.
На її честь, ірландський рок-гурт U2 написав пісню «Walk On», який став четвертим треком у їхньому десятому студійному альбомі 2000 року "All That You Can't Leave Behind".

## Твори
- Let's Visit Nepal (1985)
- Freedom from Fear (1991)
- Letters from Burma (1991)